# ACiD Productions
ACiD Productions (ACiD) ist eine 1990 gegründete Scene-Artgroup, welche sich ursprünglich auf ANSI-Art für Mailboxen spezialisiert hat. In den letzten Jahren fand mit dem Niedergang der Mailbox-Szene ein Wechsel zu anderen Hauptaktivitäten wie Softwareentwicklung und Grafikdesign statt.

## Geschichte
ACiD (ANSI Creators in Demand) wurde 1990 von 5 Mitgliedern gegründet: RaD Man, Shadow Demon, Grimm, The Beholder und Phantom. Ihre Arbeit konzentrierte sich ursprünglich auf ANSI- und ASCII-Art, wobei die Gruppe sich später auch mit anderen künstlerischen Medien wie Tracking, Demoprogrammierung und Multimediasoftwareentwicklung (z. B. Bildbetrachtungsprogramme) beschäftigte.
Mitte der 1990er Jahre gründete ACiD Hilfsgruppen, welche sich mit eben jenen Gebieten getrennt beschäftigten, z. B. Remorse, eine offizielle ACiD-Untergruppe, welche sich ausschließlich mit ASCII-Art und anderen textbasierten Grafiken beschäftigt. Ähnlich verhält es sich mit pHluid, welche sich mit Module Tracking und Musikproduktion auseinandersetzt.
Heutzutage konzentriert sich ACiD hauptsächlich auf die Erhaltung von Digitaler Kunstgeschichte, Radio Talkshows und den Verkauf ihres Artscene-Archives in DVD-Form.
Siehe auch: Black Maiden